# Entrevue des deux rois sur l'île des Faisans
Le tableau intitulé Entrevue de Louis XIV et Phillipe IV sur l'île des Faisans est une peinture à l'huile sur toile du peintre Jacques Laumosnier datant de la fin du XVIIe  ou du début du  XVIIIe siècle, copie d'un carton de tapisserie exécuté par Henri Testelin pour la tenture de L'Histoire du Roi, conservée à Versailles.

## Histoire
Ce tableau est une copie réduite du carton de tapisserie initial destiné à produire la tenture de L'Histoire du Roi pour Versailles (no inventaire LM 10.100). Il provient de l'hôtel du  commanditaire, le maréchal de Tessé, lieu devenu musée et où il est retourné après être passé propriété de l’État à la suite des saisies révolutionnaires.

## Contexte historique
La guerre de Trente Ans est une série de conflits armés qui déchira l’Europe de 1618 à 1648, opposant le camp des Habsbourg d’Espagne et du Saint-Empire, soutenus par la papauté, aux États allemands protestants du Saint-Empire, alliées aux puissances européennes voisines à majorité protestante (Provinces-Unies et pays scandinaves) ainsi que la France. Bien que catholiques et luttant contre les protestants en France, Louis XIII et le Cardinal de Richelieu souhaitaient fragiliser la puissance de la maison de Habsbourg sur le continent européen. Le 19 mai 1635, Louis XIII et le cardinal Richelieu déclarent la guerre à l'Espagne. Le long des Pyrénées, le conflit se déploie en Catalogne et Roussillon. À l'ouest, les Espagnols s'emparent de Saint-Jean-de-Luz et repoussent les Français à Fontarabie en 1638.  Le conflit dura pendant dix ans. Malgré la mort de Louis XIII, Anne d'Autriche régente pour le jeune Louis XIV poursuit le conflit contre son frère Philippe IV.  Le prince de Condé s'illustre en remportant la bataille de Rocroi en 1643, replaçant ainsi la France face aux Habsbourg.  Finalement, à la bataille des Dunes en 1658, l'armée française commandée par le vicomte de Turenne remporte une victoire décisive contre les Espagnols. Après plusieurs réunions dites "conférences" le traité des Pyrénées est signé le 7 novembre 1659 par Don Luis de Haro et le cardinal Mazarin. Dans un acte séparé est décidé le mariage de Marie-Thérèse d'Autriche avec Louis XIV. La rencontre entre les deux souverains se déroula le 7 juin 1660 sur l'île des Faisans située sur le fleuve Bidassoa qui sépare les deux pays.

## Description
Le tableau représente la rencontre entre le roi Louis XIV et Philippe IV d'Espagne sur l'île des Faisans le 7 juin 1660 lors de laquelle est acté le mariage entre Louis XIV et la fille de Philippe IV, Marie-Thérèse d'Autriche. 
Du côté français, on peut distinguer la reine Anne d'Autriche, sœur du roi d'Espagne et mère de Louis XIV, ainsi que Philippe Ier d'Orléans et le cardinal Jules Mazarin plénipotentiaire du roi. 
Dans la partie représentant la délégation espagnole, le roi Philippe IV est accompagné de sa fille Marie-Thérèse d'Autriche, son fils et héritier du trône Charles II d'Espagne, du comte-duc d'Olivares et un des organisateurs de la rencontre, le peintre Diego Velázquez.